# Amel Majri
Amel Majri (sinh ngày 25 tháng 1 năm 1993) là một cầu thủ bóng đá người Pháp gốc Tunisia, hiện đang chơi ở Giải hạng nhất Pháp cho Olympique Lyon, người mà cô cũng đã chơi Champions League cùng và giành chiến thắng. Majri tự nhiên là một tiền vệ, nhưng đã chơi ở vị trí hậu vệ trái cho Lyon trong những mùa giải gần đây. Cô cũng chơi cho đội tuyển quốc gia Pháp.

## Thống kê câu lạc bộ
Kể từ ngày 19 tháng 5 năm 2016
| Câu lạc bộ          | Mùa                 | Giải vô địch | Giải vô địch | Cup     | Cup       | Lục địa | Lục địa   | Toàn bộ | Toàn bộ   |
| Câu lạc bộ          | Mùa                 | Số trận      | Bàn thắng    | Số trận | Bàn thắng | Số trận | Bàn thắng | Số trận | Bàn thắng |
| ------------------- | ------------------- | ------------ | ------------ | ------- | --------- | ------- | --------- | ------- | --------- |
| Lyon                | 20101111            | 4            | 1            | 1       | 0         | -       | -         | 5       | 1         |
| Lyon                | 20111212            | 3            | 1            | 1       | 0         | 2       | 1         | 6       | 2         |
| Lyon                | 20121313            | 9            | 0            | 4       | 1         | 4       | 2         | 17      | 3         |
| Lyon                | 20131414            | 11           | 0            | 3       | 0         | 2       | 0         | 16      | 0         |
| Lyon                | 20141515            | 20           | số 8         | 5       | 3         | 3       | 0         | 28      | 11        |
| Lyon                | 20151616            | 17           | 4            | 5       | 3         | 7       | 1         | 29      | số 8      |
| Lyon                | Toàn bộ             | 64           | 14           | 19      | 7         | 18      | 4         | 101     | 25        |
| Tổng số nghề nghiệp | Tổng số nghề nghiệp | 64           | 14           | 19      | 7         | 18      | 4         | 101     | 25        |

## Bàn thắng quốc tế
| #  | Ngày                 | Địa điểm                                                   | Đối thủ  | Bàn thắng | Kết quả | Giải đấu                                        |
| -- | -------------------- | ---------------------------------------------------------- | -------- | --------- | ------- | ----------------------------------------------- |
| 1  | 7 tháng 5 năm 2014   | Sân vận động Léo Lagrange, Besançon, Pháp                  | Hungary  | 4–0       | 4–0     | Vòng loại Giải vô địch bóng đá nữ thế giới 2015 |
| 2  | 27 tháng 10 năm 2015 | Arena Lviv, Lviv, Ukraina                                  | Ukraina  | 0–3       | 0–3     | Vòng loại Giải vô địch bóng đá nữ châu Âu 2017  |
| 3  | 11 tháng 4 năm 2016  | Sân vận động Nungesser, Valenciennes, Pháp                 | Ukraina  | 4–0       | 4–0     | Vòng loại Giải vô địch bóng đá nữ châu Âu 2017  |
| 4  | 3 tháng 8 năm 2016   | Mineirão, Belo Horizonte, Brasil                           | Colombia | 4–0       | 4–0     | Thế vận hội Mùa hè 2016                         |
| 5  | 4 tháng 10 năm 2019  | Sân vận động Costières, Nîmes, Pháp                        | Iceland  | 4–0       | 4–0     | Giao hữu                                        |
| 6  | 9 tháng 11 năm 2019  | Sân vận động Bordeaux mới, Bordeaux, Pháp                  | Serbia   | 1–0       | 6–0     | Vòng loại Giải vô địch bóng đá nữ châu Âu 2022  |
| 7  | 9 tháng 11 năm 2019  | Sân vận động Bordeaux mới, Bordeaux, Pháp                  | Serbia   | 2–0       | 6–0     | Vòng loại Giải vô địch bóng đá nữ châu Âu 2022  |
| 8  | 9 tháng 11 năm 2019  | Sân vận động Bordeaux mới, Bordeaux, Pháp                  | Serbia   | 5–0       | 6–0     | Vòng loại Giải vô địch bóng đá nữ châu Âu 2022  |
| 9  | 18 tháng 11 năm 2020 | Sân vận động Thành phố, Subotica, Serbia                   | Serbia   | 2–0       | 2–0     | Vòng loại Giải vô địch bóng đá nữ châu Âu 2022  |
| 10 | 17 tháng 9 năm 2021  | Sân vận động Pampeloponnisiako, Patras, Hy Lạp             | Hy Lạp   | 1–0       | 10–0    | Vòng loại giải vô địch bóng đá nữ thế giới 2023 |
| 11 | 21 tháng 9 năm 2021  | Sân vận động Thành phố Fazanerija, Murska Sobota, Slovenia | Slovenia | 3–2       | 3–2     | Vòng loại giải vô địch bóng đá nữ thế giới 2023 |

## Danh dự

### Câu lạc bộ
Lyon
- Division 1 nữ: Winner 2010-11, 2011-12, 2012-13, 2013-14, 2014-15, 2015-16, 2016-17, 2017-18, 2018-19
- Coupe de France Féminine: Người chiến thắng 2012, 2013, 2014, 2015, 2016, 2017, 2019
- UEFA Champions League nữ: Winner 2010-11, 2011-12, 2015-16, 2016-17, 2017-18, 2018-19

### Đội tuyển quốc gia
- SheBelieves Cup: Người chiến thắng 2017

### Cá nhân
- Cầu thủ nữ xuất sắc nhất năm của UNFP: 20151616 [5]